# Ukraine Juniors 2012
Das Ukraine Juniors 2012 als bedeutendstes internationales Nachwuchsturnier der Ukraine im Badminton fand vom 29. August bis zum 1. September 2012 in Dnipropetrowsk statt.

## Sieger und Platzierte
| Disziplin    | Gold                             | Silber                            | Bronze                              |
| ------------ | -------------------------------- | --------------------------------- | ----------------------------------- |
| Herreneinzel | Sinan Zorlu                      | Enis Sesalan                      | Maxym Kosovan                       |
| Herreneinzel | Sinan Zorlu                      | Enis Sesalan                      | Andriy Zinukhov                     |
| Dameneinzel  | Neslihan Yiğit                   | Cemre Fere                        | Darya Samarchants                   |
| Dameneinzel  | Neslihan Yiğit                   | Cemre Fere                        | Ebru Yazgan                         |
| Herrendoppel | Yusuf Ramazan Bay Sinan Zorlu    | Koray Avşar Erol Ceylan           | Andriy Lachkov Andriy Zinukhov      |
| Herrendoppel | Yusuf Ramazan Bay Sinan Zorlu    | Koray Avşar Erol Ceylan           | Nuh Baskın Muhammed Ali Kurt        |
| Damendoppel  | Cemre Fere Ebru Yazgan           | Busenur Korkmaz Özge Toyran       | Anastasiya Kucher Darya Samarchants |
| Damendoppel  | Cemre Fere Ebru Yazgan           | Busenur Korkmaz Özge Toyran       | Viktoriya Gushcha Kseniya Ryzhova   |
| Mixed        | Andriy Lachkov Darya Samarchants | Andriy Zinukhov Viktoriya Gushcha | Haktan Doğan Kübra Karataş          |
| Mixed        | Andriy Lachkov Darya Samarchants | Andriy Zinukhov Viktoriya Gushcha | Serdar Koca Ebru Yazgan             |